# John Moolenaar
John R. Moolenaar (ur. 8 maja 1961) – amerykański polityk, członek Partii Republikańskiej i kongresman ze stanu Michigan (od roku 2015).